# 大熊祐依
大熊 祐依（おおくま ゆい、1987年10月26日 - ）は、北海道出身の女子バスケットボール選手である。富士通レッドウェーブ所属。ポジションはセンターフォワード。

## 人物
小学校4年でバスケを始め、中学生の時に北海道代表に抜擢。その後、山の手高校でも北海道代表として数々の全国大会に出場。国体では全国3位の成績を残している。札幌山の手高校在学中、U-18（18歳以下）日本代表に選出された。
2006年 富士通に入社。
2009年 Wリーグ（2008-9シーズン）優勝
```
           皇后杯優勝
           富士通初の日本一に貢献する。
```

2011年 退団。

## 経歴
- 札幌山の手高校 - 富士通（2006年〜2010年）